# Othmane El-Bahja
Othmane El-Bahja (ur. 25 kwietnia 1996) – marokański zapaśnik walczący w stylu wolnym. Zajął dziesiąte miejsce na igrzyskach afrykańskich w 2019. Brązowy medalista mistrzostw Afryki w 2017 i 2012; piąty w 2016. Siódmy na Igrzyskach Solidarności Islamskiej w 2017 roku.